# Monika Sadkowska
Monika Emilia Sadkowska (ur. ok. 1980) – polska kulturoznawczyni, działaczka klimatyczna, wokalistka i aktorka. 

## Życiorys
Monika Sadkowska ukończyła studia kulturoznawcze na Uniwersytecie Warszawskim (2006) oraz, podyplomowo, studia w zakresie zarządzania w kulturze w Szkole Głównej Handlowej w Warszawie.
Pracowała w Instytucie Teatralnym im. Zbigniewa Raszewskiego, Muzeum Historii Żydów Polskich Polin, Fundacji „Rozwój TAK – Odkrywki NIE”, ClientEarth, Fundacji WWF, Deloitte.
Współorganizowała obóz pierwszy polski klimatyczny w Świętnie, który zgromadził ok. 400 uczestników.
Grywała w warszawskich teatrach. W latach 2008–2011 występowała w zespole Żywiołak. Współprowadzi Chór Klimatyczny.